# تم ارتكاب الاخطاء (لكن ليس بواسطتي)
تم ارتكاب الأخطاء (لكن ليس بواسطتي ) هو كتاب غير خيالي من تأليف عالما النفس الاجتماعي كارول تافريس وإليوت أرونسون، نُشر لأول مرة في عام 2007. انها تتعامل مع التنافر المعرفي، تأكيد التحيز وغيرها من التحيزات المعرفية، وذلك باستخدام هذه النظريات النفسية لتوضيح كيفية الجناة (والضحايا) من الأفعال المؤذية تبرير وترشيد سلوكهم. يصف حلقة ردود الفعل الإيجابية وخداع الذات التي من خلالها تصبح الاختلافات الطفيفة بين مواقف الناس مستقطبة.

## المواضيع والأشخاص المذكورة
- جماعة يوم القيامة الموصوفة في عندما تفشل النبوة
- الجدل حول لقاح MMR وأندرو ويكفيلد
- تصاعد الصراع في الزواج والعلاقات بين الجماعات
- هستيريا الاعتداء الجنسي على الرعاية النهارية، وذكريات اختطاف الكائنات الفضائية، ومتلازمة الذاكرة الكاذبة
- تصريحات آل كامبانيس وميل جيبسون تبرر العنصرية
- تشكّل ذاكرة السيرة الذاتية
- يقين زائف في العلوم الزائفة
- التبرير الذاتي وتضارب المصالح في الطب والسياسة
- جورج دبليو بوش وحرب العراق
- تبرير العدوان والحرب والتعذيب
- الاستجواب الجنائي وتقنية ريد العلمية الزائفة والاعترافات الكاذبة
- المحاكمات، عقوبة الإعدام، الحنث باليمين لدى الشرطة، وإساءة تطبيق العدالة
- أوبرا وينفري وتورطها في جدل جيمس فراي
- بحث كارول دويك عن الأخطاء والتعلم

## استقبال
وصف الفيلسوف دانييلي بروسيدا الكتاب بأنه «مجلد جذاب للغاية وذكي» و «مساهمة مضيئة حقًا في دراسة الطبيعة البشرية» ولكنه انتقد أيضًا أسلوب الكتاب غير الرسمي وافتراضات عفا عليها الزمن أحيانًا.
كتب مايكل شيرمر في مجلة Scientific American أن تافريس وأرونسون يسلطون الضوء ببراعة على المغالطات التي تكمن وراء السلوك غير العقلاني.
أشادت مراجعة في O ، مجلة أوبرا بالكتاب على «الدليل العلمي الذي يقدمه وسحر لهجته الواقعية والمقبولة».
وصفت مراجعة في صحيفة الجارديان الكتاب بأنه «ممتاز» وتقترح الاقتباس، «إذا تم ارتكاب أخطاء، فإن الذاكرة تساعدنا على تذكر أن هذه الأخطاء قد ارتكبها شخص آخر»، يجب طباعتها في السير الذاتية والمذكرات السياسية كتحذير للجمهور. أدرج الممثل الكوميدي والروائي البريطاني أليكسي سايل الكتاب ضمن ستة كتب مفضلة لديه، وأوصى بأنه «رائع إلى ما لا نهاية إذا كنت مهتمًا بالسياسة».

## روابط خارجية
- الموقع الرسمي لكتاب كارول تافريس نسخة محفوظة 25 فبراير 2012 على موقع واي باك مشين.
- مقابلة «لماذا يصعب الاعتراف بأنك مخطئ» مع إليوت أرونسون في الإذاعة الوطنية العامة، تم بثها في 20 يوليو 2007
- مقابلة نقطة الاستفسار مع كارول تافريس حول كتاب (بودكاست) 3 أغسطس 2007